# 1019 Strackea
1019 Strackea је астероид. Приближан пречник астероида је 8,37 km,
а средња удаљеност астероида од Сунца износи 1,911 астрономских јединица (АЈ).
Инклинација (нагиб) орбите у односу на раван еклиптике је 26,977 степени, а орбитални период износи 965,595 дана (2,643 године). Ексцентрицитет орбите астероида износи 0,071.
Апсолутна магнитуда астероида износи 12,63 а геометријски албедо 0,223.
Астероид је откривен 3. марта 1924. године.